# Rafa Mir
Rafael Mir Vicente, meglio noto come Rafa Mir (Murcia, 18 giugno 1997), è un calciatore spagnolo, attaccante dell'Elche, in prestito dal Siviglia.

## Biografia
Rafa Mir è figlio di Magín Mir, ex calciatore di ruolo difensore.
Il 3 settembre 2024 è stato arrestato con l'accusa di violenza sessuale.

## Caratteristiche tecniche
Attaccante abile nell'attaccare in profondità. È un centravanti forte fisicamente che può agire su tutto il fronte d'attacco dato che può essere impiegato anche come ala destra e ala sinistra, riesce a tagliare bene in area di rigore, possiede potenza di tiro, è un buon colpitore di testa, e sa calciare anche con il sinistro pur non essendo il suo piede forte. In chiave offensiva sfrutta bene il suo buon senso della posizione, ha un buona tecnica individuale, ed è dotato di riflessi reattivi.

## Carriera

### Club

#### Valencia e Wolverhampton
Cresciuto nelle giovanili del Valencia, ha esordito con la prima squadra il 24 novembre 2015 in occasione del match di UEFA Champions League perso 2-0 contro lo Zenit San Pietroburgo. Nel mercato invernale del 2018 è stato ceduto al Wolverhampton.

#### Las Palmas e Nottingham Forest
Il 23 luglio 2018 passa in prestito al UD Las Palmas con contratto fino al 30 giugno 2019.Durante il campionato segna il gol del 1-0 battendo il Malaga, realizza una rete nel successo per 3-0 contro il Numancia, un altro gol lo mette a segno nella vittoria per 4-1 contro l'Osasuna, inoltre segna una rete nel pareggi per 1-1 contro il Real Saragozza  e il Real Oviedo. Il 30 luglio 2019 passa in prestito al Nottingham Forest con contratto fino al 31 maggio 2020, periodo in cui gioca poche partite non avendo trovato molto spazio e quindi il prestito viene recisso.

#### Huesca
Viene ceduto nuovamente in prestito, questa volta all'Huesca.Vince il campionato di seconda divisione, segna un gol battendo per 2-1 il Lugo, realizza la rete del 3-1 sconfiggendo il Málaga, ed è autore di una doppietta prima pareggiando per 2-2 contro l'Albacete e poi vincendo per 3-0 ai danni del Numancia. Ottenuta la promozione in prima divisione, Mir segna tredici gol nel campionato, realizza una doppietta vincendo prima per 2-0 contro il Levante e poi battendo l'Elche per 3-1, con lo stesso risultato si conclude la partita vinta contro il Real Valladolid per merito della tripletta di Mir.

#### Siviglia
Il 20 agosto 2021 viene ceduto a titolo definitivo al Siviglia per 16 milioni, con cui firma un contratto fino al giugno 2027.Mir segna la sua prima rete in Champions League con il gol del 2-0 battendo il Wolfsburg. Durante la Coppa del Re realizza una rete nel pareggio per 1-1 contro l'Andratx per poi vincere con il risultato di 6-5 ai calci di rigore, il primo tiro dal dischetto lo segna Mir, inoltre riesce a siglare il gol del 2-0 sconfiggendo il Real Saragozza.
Nell'edizione 2021-2022 segna dieci gol, il primo contro il Valencia vincendo per 3-1, realizza una rete anche contro il Levante nel successo per 5-3, segna il gol del 2-0 battendo l'Elche, inoltre le sue reti permettono alla quadra di sconfiggere il Celta Vigo, l'Athletic Club e il Gatafe sempre con il risultato di 1-0.

#### Ritorno al Valencia ed Elche
L'11 luglio 2024 va al Valencia in prestito con diritto di riscatto.
Il 17 agosto 2025 viene ceduto in prestito con diritto di riscatto all'Elche.

### Nazionale
Ha militato nella nazionale Under-21 spagnola tra il 2018 e il 2019, durante le qualificazioni per l'Europeo Under-21 colleziona cinque reti, con il suo gol la squadra batte per 1-0 l'Albania, inoltre segna una doppietta sconfiggendo per 7-2 l'Islanda: ottenuta la qualificazione per il campionato continentale di categoria, la Spagna conquista il torneo, Mir gioca solo due partite, e in entrambi i match è sceso in campo nel secondo tempo.
Nel giugno del 2021, viene convocato nella nazionale olimpica per i Giochi di Tokyo 2020. Il 31 luglio successivo, nella gara valevole per i quarti di finale del torneo, contro la nazionale olimpica ivoriana, segna la rete del pareggio al terzo minuto di recupero, tuttavia nei tempi supplementari, risulta decisiva una sua doppietta, ai minuti 117 e 121, nella definitiva vittoria per 5-2 degli iberici. In tale manifestazione conquista la medaglia d'argento a seguito della finale persa 2-1 contro la nazionale olimpica brasiliana dopo i tempi supplementari.

## Statistiche

### Presenze e reti nei club
Statistiche aggiornate al 17 agosto 2025.
| Stagione                 | Squadra                  | Campionato               | Campionato | Campionato | Coppe nazionali | Coppe nazionali | Coppe nazionali | Coppe continentali | Coppe continentali | Coppe continentali | Altre coppe | Altre coppe | Altre coppe | Totale | Totale | Totale |
| Stagione                 | Squadra                  | Comp                     | Pres       | Reti       | Comp            | Pres            | Reti            | Comp               | Pres               | Reti               | Comp        | Pres        | Reti        | Pres   | Reti   |        |
| ------------------------ | ------------------------ | ------------------------ | ---------- | ---------- | --------------- | --------------- | --------------- | ------------------ | ------------------ | ------------------ | ----------- | ----------- | ----------- | ------ | ------ | ------ |
| 2014-2015                | Valencia Mestalla        | SDB                      | 4          | 1          |                 | -               | -               |                    | -                  | -                  |             | -           | -           | 4      | 1      |        |
| 2015-2016                | Valencia Mestalla        | SDB                      | 2          | 0          |                 | -               | -               |                    | -                  | -                  |             | -           | -           | 2      | 0      |        |
| 2016-2017                | Valencia Mestalla        | SDB                      | 35         | 9          |                 | -               | -               |                    | -                  | -                  |             | -           | -           | 35     | 9      |        |
| 2017-gen. 2018           | Valencia Mestalla        | SDB                      | 19         | 15         |                 | -               | -               |                    | -                  | -                  |             | -           | -           | 19     | 15     |        |
| Totale Valencia Mestalla | Totale Valencia Mestalla | Totale Valencia Mestalla | 60         | 25         |                 | -               | -               |                    | -                  | -                  |             | -           | -           | 60     | 25     |        |
| 2015-2016                | Valencia                 | PD                       | 0          | 0          | CR              | 1               | 0               | UCL+UEL            | 1+1                | 0                  |             | -           | -           | 3      | 0      |        |
| 2016-2017                | Valencia                 | PD                       | 2          | 0          | CR              | 3               | 0               |                    | -                  | -                  |             | -           | -           | 5      | 0      |        |
| gen.-giu. 2018           | Wolverhampton            | FLC                      | 2          | 0          | FACup+CdL       | 2+0             | 0               |                    | -                  | -                  |             | -           | -           | 4      | 0      |        |
| 2018-2019                | Las Palmas               | SD                       | 30         | 7          | CR              | 0               | 0               |                    | -                  | -                  |             | -           | -           | 30     | 7      |        |
| 2019-gen.2020            | Nottingham Forest        | FLC                      | 11         | 0          | FACup+CdL       | 2+0             | 0               |                    | -                  | -                  |             | -           | -           | 13     | 0      |        |
| gen.-giu. 2020           | Huesca                   | SD                       | 18         | 9          | CR              | 0               | 0               |                    | -                  | -                  |             | -           | -           | 18     | 9      |        |
| 2020-2021                | Huesca                   | PD                       | 38         | 13         | CR              | 1               | 3               |                    | -                  | -                  |             | -           | -           | 39     | 16     |        |
| Totale Huesca            | Totale Huesca            | Totale Huesca            | 56         | 22         |                 | 1               | 3               |                    | -                  | -                  |             | -           | -           | 57     | 25     |        |
| 2021-2022                | Siviglia                 | PD                       | 34         | 10         | CR              | 4               | 2               | UCL+UEL            | 6+3                | 1+0                | -           | -           | -           | 47     | 13     |        |
| 2022-2023                | Siviglia                 | PD                       | 26         | 6          | CR              | 4               | 1               | UCL+UEL            | 3+3                | 1+0                | -           | -           | -           | 36     | 8      |        |
| 2023-2024                | Siviglia                 | PD                       | 15         | 2          | CR              | 4               | 1               | UCL                | 2                  | 0                  | SU          | 1           | 0           | 22     | 3      |        |
| Totale Siviglia          | Totale Siviglia          | Totale Siviglia          | 75         | 18         |                 | 12              | 4               |                    | 17                 | 2                  |             | 1           | 0           | 105    | 24     |        |
| 2024-2025                | Valencia                 | PD                       | 20         | 1          | CR              | 2               | 1               | -                  | -                  | -                  | -           | -           | -           | 22     | 2      |        |
| Totale Valencia          | Totale Valencia          | Totale Valencia          | 22         | 1          |                 | 6               | 1               |                    | 2                  | 0                  |             | -           | -           | 30     | 2      |        |
| 2025-2026                | Elche                    | PD                       | -          | -          | CR              | -               | -               | -                  | -                  | -                  | -           | -           | -           | -      | -      |        |
| Totale carriera          | Totale carriera          | Totale carriera          | 241        | 73         |                 | 22              | 8               |                    | 19                 | 2                  |             | 1           | 0           | 283    | 83     |        |

## Palmarès

### Club

#### Competizioni nazionali
- Segunda División: 1

Huesca: 2019-2020

#### Competizioni internazionali
- UEFA Europa League: 1

Siviglia: 2022-2023

### Nazionale
- Campionato d'Europa Under-21: 1

Italia 2019
- Argento olimpico: 1

Tokyo 2020